# Spanien i olympiska sommarspelen 1948
Spanien deltog med 65 deltagare vid de olympiska sommarspelen 1948 i London. Totalt vann de en silvermedalj.

## Medalj

### Silver
- Jaime Garcia Cruz, José Navarro Morenes och M. Jose Gavilan y Ponce de Leon - Ridsport.